# Rosa Russo Iervolino
Rosa Russo Iervolino (Nápoles, 17 de septiembre de 1936) es una política italiana, alcaldesa de Nápoles entre 2001 y 2011 con el Partido Democrático. Ha sido varias ocasiones miembro del parlamento italiano y ha ocupado cargos en diversos ministerios.

## La carrera política

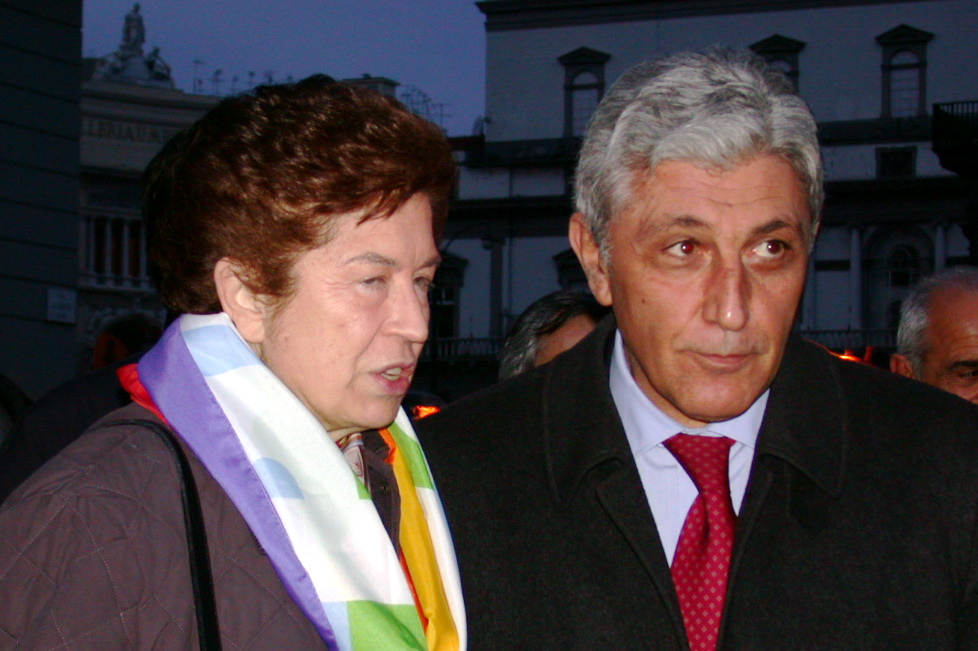
La alcaldesa de Nápoles, Rosa Russo Iervolino, y el gobernador de la Campania, Antonio Bassolino in Nápoles, Italia

Conocida comúnmente por su apellido como “Jervolino” o por el apodo de “Rosetta”, se presentó a los comicios como “Rosa Iervolino Russo”, con el apellido de su marido. El nombre de “Rosa Russo Iervolino”, ha sido el mayoritariamente empleado por los medios de comunicación, siendo impropio, porque en Italia el apellido del marido se puede sobreponer al propio, pero nunca anteponer.
Hija de Angelo Raffaele Jervolino, ministro en el gobierno de De Gasperi. Tiene tres hijos: Michele, Maria Cristina y Francesca.
Licenciada en Derecho, formó parte de la oficina de estudios del CNEL de 1961 a 1968, mientras que de 1969 a 1973, colaboró con la comisión legislativa del Ministerio de Hacienda. Fue alcaldesa de Nápoles desde el 13 de mayo de 2001 hasta el 30 de mayo de 2011 por el Partido Democrático. Ha sido la primera mujer en llegar a ser alcaldesa de Nápoles.